# Mattin Auzqui
Pour les articles homonymes, voir Auzqui.
Pas d'image ? Cliquez ici

a Compétitions nationales et continentales officielles uniquement.

b Matchs officiels uniquement.
Dernière mise à jour le 28 août 2018.
Mattin Auzqui, né le 6 septembre 1982 à Bayonne, est un joueur de rugby à XV franco-espagnol qui évoluant au poste de pilier (1,75 m pour 115 kg).

## Biographie
Après une rencontre avec l'ancien international dacquois Marc Sallefranque, les deux frères Auzqui rejoignent les Reichel de l'US Dax, Mattin en 2001 et Beñat en 2002.

## Palmarès

### En club
- Vainqueur des phases finales de Pro D2 en 2006-2007 avec l'US Dax.

### En équipe nationale
- 5 sélections avec l'équipe d'Espagne de rugby à XV
- 5 points (1 essai)
- Sélections par années : 1 en 2010, 4 en 2011